# Anjanette Kirkland
Anjanette Kirkland, född 24 februari 1974, är en amerikansk friidrottare (häcklöpare).
Kirklands största merit är att hon oväntat vann VM-guld på 100 meter häck vid VM i Edmonton 2001. Samma år vann hon även 60 meter häck vid inomhus VM. 

## Personligt rekord
- 100 meter häck - 12,42